# 大庭 (藤沢市)
大庭（おおば）は、神奈川県藤沢市の大字。

## 地理

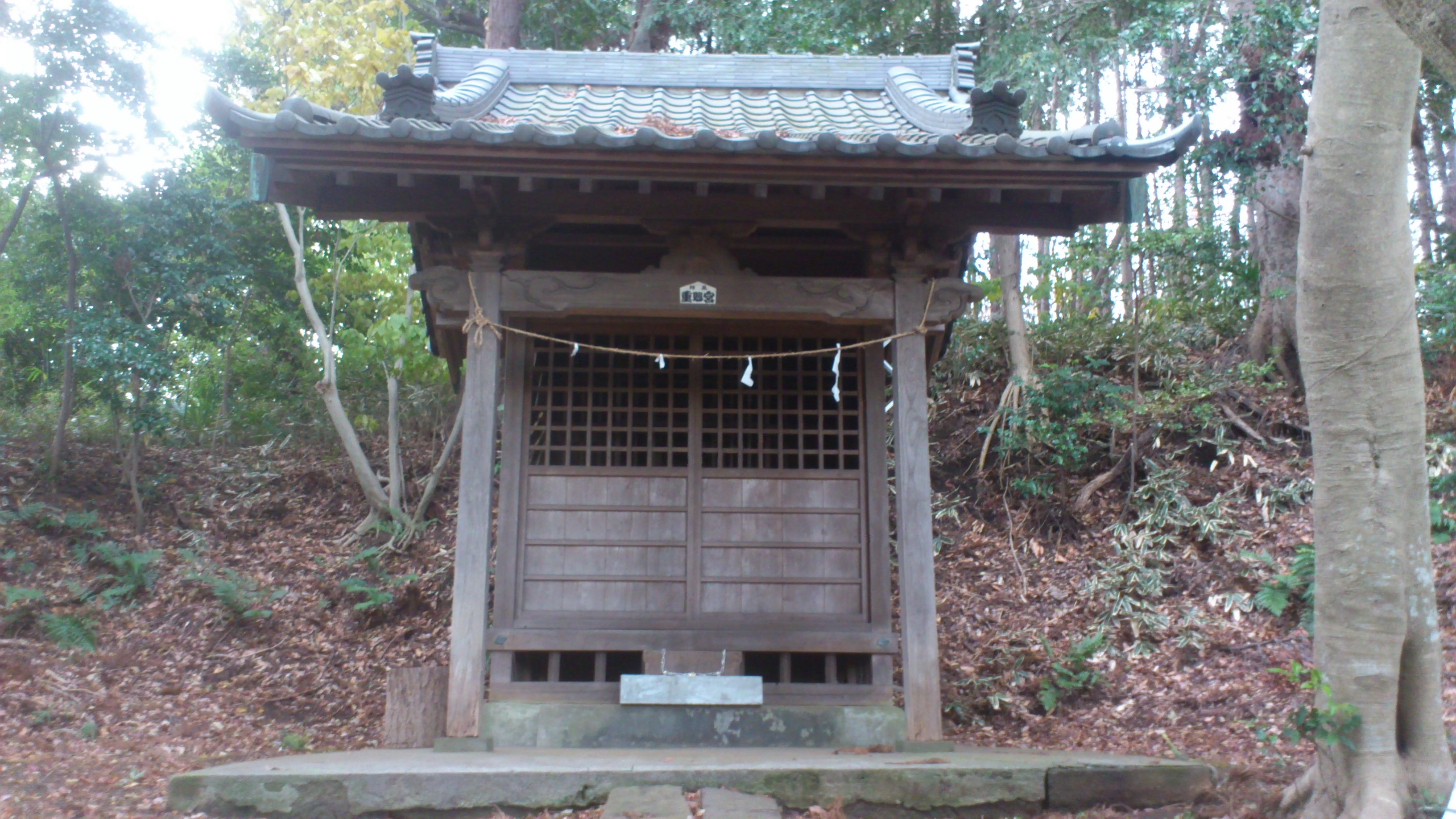
熊野神社
（旧大庭神社とする説もある）

藤沢市の中西部に位置し、相模野台地の南端部を占める。東部に引地川が流れる。
中部に大庭城址、南部には式内社「大庭神社」と比定される熊野神社がある。また、中西部では大規模な宅地造成が行われている（湘南ライフタウン）。

### 河川
- 引地川

### 地価
住宅地の地価は、2023年（令和5年）1月1日の公示地価によれば、大庭字小糸5112番17の地点で14万9000円/m2となっている。

## 歴史
築山から縄文時代前期の土器片、弥生時代中・後期の集落跡、奈良時代の土師器を伴う集落が確認されている。
平安時代には相模国高座郡十四郷のひとつである大庭郷の中心に比定され、平安時代末期から室町時代には大庭御厨の中心であった。
江戸時代は大庭村となり、1633年（寛永10年）は旗本諏訪部氏・加々爪氏・大橋氏・飯河氏の4給、1697年（元禄10年）幕府領と旗本加々爪氏・飯河氏・諏訪部2氏の4給、幕末には幕府領と旗本小笠原氏・飯河氏・加々爪氏・諏訪部2氏の5給。
大庭村内は、折戸・稲荷・台・谷・入・小糸の6集落があり、折戸・稲荷は1村と扱われることが多かった。稲荷は後に分村した。
大庭村は、1639年（寛永16年）に羽鳥村と村境争論が発生し、1673年（延宝元年）に鵠沼村との間に水論が発生した。宝永大噴火で甚大な被害を受け、夫食貸しの願を勘定奉行へ1705年（宝永5年）に出した。物産は、米・木綿・ムギ・ダイズ・アズキなど。

### 地名の由来
広大な平坦地の意味である大庭にちなむ。

### 沿革
- 1868年8月5日（慶応4年6月17日） - 大庭村は、新設した神奈川府の所属となる。
- 1868年11月5日（明治元年9月21日） - 神奈川府を神奈川県へ改称する。
- 1871年12月25日（明治4年11月14日） - 大庭村を含む高座郡は足柄県所属となる[8]が、直後に神奈川県へ移管される。
- 1877年（明治10年） - 大庭学校が設立される。
- 1885年（明治18年） - 大庭学校が羽鳥学校と合併し、大羽学校へ改称する。
- 1889年（明治22年）4月1日 - 町村制施行により、大庭村域は明治村大字大庭となる。
- 1908年（明治41年）4月1日 - 明治村、藤沢大坂町および鵠沼村が合併して、藤沢町となる。
- 1940年（昭和15年）10月1日 - 藤沢町が市制を施行し藤沢市となる。
- 1971年（昭和46年） - 藤沢市の都市計画事業として西部ニュータウン（後の湘南ライフタウン）開発を開始する。
- 1982年（昭和57年） - 大庭トンネル下り線（南→北）が開通し、当初は対面通行で共用となる。辻堂駅方面へのルートが短絡される[9]。
- 1986年（昭和61年） - 大庭トンネル上り線（北→南）が開通し、両方向２車線となる[9]。

## 経済

### 産業
店・企業
- サイゼリヤ藤沢大庭店
- スシロー藤沢大庭店
- セブン-イレブン藤沢大庭店、藤沢羽根沢店
- ジョリーパスタ湘南ライフタウン店
- 宝製菓藤沢工場
- ニコニコレンタカー藤沢大庭店
- ファミリーマート湘南ライフタウン店
- ローソン藤沢大庭店

農業
『神奈川文庫 第五集 百家明鑑』によると、大庭では角田、川崎、高橋姓の人物などが農業を営んでいた。また農蚕業を営む山崎姓の人物がいた。

## 世帯数と人口
2023年（令和5年）9月1日現在（藤沢市発表）の世帯数と人口は以下の通りである。
| 大字 | 世帯数    | 人口     |
| ---- | --------- | -------- |
| 大庭 | 9,361世帯 | 21,948人 |

### 人口の変遷
国勢調査による人口の推移。
| 年                 | 人口   |
| ------------------ | ------ |
| 1995年（平成7年）  | 21,018 |
| 2000年（平成12年） | 21,596 |
| 2005年（平成17年） | 21,149 |
| 2010年（平成22年） | 21,336 |
| 2015年（平成27年） | 22,093 |
| 2020年（令和2年）  | 22,024 |

### 世帯数の変遷
国勢調査による世帯数の推移。
| 年                 | 世帯数 |
| ------------------ | ------ |
| 1995年（平成7年）  | 6,404  |
| 2000年（平成12年） | 7,056  |
| 2005年（平成17年） | 7,500  |
| 2010年（平成22年） | 8,097  |
| 2015年（平成27年） | 8,641  |
| 2020年（令和2年）  | 9,060  |

## 学区
市立小・中学校の学区は入り組んでいるため、通学先の組み合わせは複雑である。ここでは小・中学校別に学区を提示する（2020年3月時点）。
| 番地                            | 小学校             |
| ------------------------------- | ------------------ |
| 592～5341番地の一部             | 藤沢市立明治小学校 |
| 6921～8296番地、 8300～8364番地 | 藤沢市立善行小学校 |
| 8297～8299番地                  | 藤沢市立大越小学校 |
| 5055～5606番地の一部            | 藤沢市立大庭小学校 |
| 5224～6797番地の一部            | 藤沢市立駒寄小学校 |
| 2152～5256番地                  | 藤沢市立小糸小学校 |

| 番地                                                                       | 中学校               |
| -------------------------------------------------------------------------- | -------------------- |
| 1213～2859番地の一部                                                       | 藤沢市立明治中学校   |
| 6925～8365番地の一部                                                       | 藤沢市立善行中学校   |
| 2161～2410番地の一部、 5004～5528番地の一部、 6536番地、6585番地、6939番地 | 藤沢市立大庭中学校   |
| 5348～5683番地の一部                                                       | 藤沢市立滝の沢中学校 |
| 592～5341番地の一部                                                        | 藤沢市立羽鳥中学校   |

このうち、大庭にある小学校は大庭小学校、小糸小学校、駒寄小学校で、大庭にある中学校は大庭中学校のみである。

## 事業所
2021年（令和3年）現在の経済センサス調査による事業所数と従業員数は以下の通りである。
| 大字 | 事業所数  | 従業員数 |
| ---- | --------- | -------- |
| 大庭 | 395事業所 | 4,848人  |

### 事業者数の変遷
経済センサスによる事業所数の推移。
| 年                 | 事業者数 |
| ------------------ | -------- |
| 2016年（平成28年） | 393      |
| 2021年（令和3年）  | 395      |

### 従業員数の変遷
経済センサスによる従業員数の推移。
| 年                 | 従業員数 |
| ------------------ | -------- |
| 2016年（平成28年） | 4,393    |
| 2021年（令和3年）  | 4,848    |

## 交通

### 鉄道
当地を通る鉄道路線はない。

### バス
- 神奈川中央交通
  - 藤12・藤13・藤15・辻23・辻24・辻28・辻29・善03系統 湘南ライフタウン行
  - 辻34・辻35系統 慶応大学行
  - 辻23・辻24・辻26・辻28・辻29・辻33・辻34・辻35系統 辻堂駅北口行
  - 藤34・藤39・辻26・湘16系統 湘南台駅西口行
  - 藤12・藤13・藤15・藤34・藤39系統 藤沢駅北口行
  - 辻33系統 綾瀬車庫行
  - 善03系統 善行駅行

### 道路
- 神奈川県道43号藤沢厚木線
- 神奈川県道47号藤沢平塚線

## 施設
- 神奈川県立藤沢西高等学校
- 藤沢市立大庭中学校
- 藤沢市立大庭小学校
- 藤沢市立小糸小学校
- 藤沢市立駒寄小学校
- 藤沢市保健医療センター
- 藤沢大庭郵便局
- 藤沢湘南ライフタウン郵便局
- 湘南大庭市民図書館
- 芙蓉カントリークラブ
- 湘南ライフタウンショッピングセンター
- 大庭城址公園
- 大庭城
- 引地川親水公園
- 大庭台墓園
- 大庭隧道（大庭トンネル）

## 出身・ゆかりのある人物
- 金子角之助（政治家） - 藤沢町長、高座郡農会長、神奈川県農工銀行取締役[20]。
- 金子小一郎（政治家） - 藤沢市長。金子角之助の長男。

## その他

### 日本郵便
- 郵便番号 : 251-0861[3]（集配局 : 藤沢郵便局[21]）。